# Rettet die Vereinsfeste

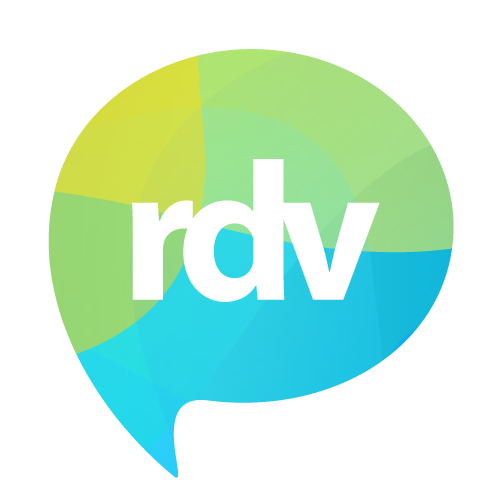
Logo der Bürgerinitiative Rettet die Vereinsfeste

Rettet die Vereinsfeste (kurz „RDV“) ist eine überparteiliche Bürgerinitiative die ihren Ursprung im Burgenland hat. Sie formierte sich im Mai 2015 in der Folge einer Anzeigenwelle gegen Vereinsfeste im östlichen Österreich und setzt sich für vereinsfreundlichere Regelungen sowie mehr Rechtssicherheit für Ehrenamtliche ein. Als Initiator fungiert Sascha Krikler aus den Reihen der Jungen ÖVP, zu den Unterstützern zählen Verbände, Vereine und Parteien aus den unterschiedlichsten Lagern. Neben einer Facebook-Seite mit rund 8500 Befürwortern sowie einer Online-Petition, welche 7404 Personen unterzeichneten (womit die burgenländische Hürde für Volksbefragungen übersprungen wurde, welche bei 6000 liegt), wurde mit einer Resolution mit einem 10-Punkte-Forderungskatalog erfolgreich Druck erzeugt. Diese brachte eine bundesweite Debatte ins Rollen. Im April 2016 folgte in Wien eine Pressekonferenz mit 15 Vertretern von Freiwilligenorganisationen aus den verschiedensten Bereichen. Im Juli 2016 verabschiedete der österreichische Nationalrat schließlich umfangreiche neue Regelungen für Ehrenamtliche, darüber hinaus kam es insbesondere im Burgenland zu zusätzlichen Unterstützungsmaßnahmen. Seit diesem Erfolg macht sich die Initiative weiter für die Anliegen der Vereine stark.

## Hintergrund
Die Bürgerinitiative ist eine Reaktion auf eine Anzeigenflut durch das Bündnis der Gastronomie Österreichs (BDGA) gegen Vereinsfeste in den östlichsten Bundesländern, wovon insbesondere Niederösterreich und das Burgenland betroffen waren. Die schwierige Gesetzeslage brachte insbesondere Jugendorganisationen sowie -vereine in Bedrängnis, führte zu einer Kriminalisierung zahlreicherer Ehrenamtlicher und zu einem zunehmenden gesellschaftlichen Schaden im ländlichen Raum. Es kam in der Folge zu zahlreichen Absagen von Veranstaltungen vieler Vereine und Winzer aufgrund der komplexen rechtlichen Lage, welche mit den Lebensrealitäten in vielen Dörfern nicht vereinbar war. Die geplante Zusatzbelastung einer Registrierkassenpflicht verschärfte die Situation weiter. Begründet wurde die Bürgerinitiative im Mai 2015 infolge einer Anzeige gegen das Jugendfest „Mai Beat“ in Jois von den Brüdern Christoph und Sascha Krikler, welcher auch als Initiator und Sprecher fungiert. Dieser kritisierte die Anzeigenflut und den Generalverdacht gegen Ehrenamtliche, wodurch ein Vereinssterben droht. Nachdem die Initiative anfänglich im Burgenland aktiv war, weitete sie zunehmend ihren Aktionsradius auf andere Bundesländer aus, um auch diese – gemeinsam mit anderen Unterstützern der Freiwilligenorganisationen – „wachzurütteln“ und damit entsprechende Gesetzesänderungen zu erreichen.

## Aktionen
Als erster Schritt wurde eine Facebook-Seite eingerichtet, welche innerhalb kürzester Zeit mehrere Tausend Unterstützer mobilisierte. Die Initiative war anfangs vor allem im Burgenland aktiv. Im August 2015 folgte eine Online-Petition, diese unterzeichneten bis Jänner 2016 7.404 Personen. Damit wurde die symbolische Volksbefragungshürde des Burgenlandes, welche bei 6.000 liegt, klar überschritten. Mit Presseaussendungen und gezielten Unterstützungsaktionen von verschiedenen Gesellschaftsvertretern, darunter vor allem Jugendvertreter aus den unterschiedlichsten Bereichen, wurde das Thema mehr und mehr in den Fokus der Öffentlichkeit gerückt. Darunter waren vor allem Jungpolitiker etwa aus den Reihen der ÖVP, SPÖ und FPÖ, Sportverbände sowie Jugendorganisationen. Im Frühjahr wurde zudem eine Resolution mit einem konkreten 10-Punkte-Forderungskatalog präsentiert, welche österreichweit verbreitet und von zahlreichen Gemeinderäten sowie Vereinsvorständen beschlossen wurde. Diese fand abgesehen vom Burgenland, insbesondere auch in Oberösterreich anklang. Weiteres organisierte die Bürgerinitiative Ende April 2016 eine größere Pressekonferenz mit 15 verschiedenen größeren Freiwilligenverbänden aus ganz Österreich, bei welcher die Bundesregierung geschlossen zum Handeln aufgefordert wurde. Auch wenn Rettet die Vereinsfeste mit den umfassenden Gesetzesänderungen 2016 ihr Ziel überwiegend erreicht hatte, setzte sich die Plattform weiter für die ausstehenden Forderungen und zusätzliche Verbesserungen im Sinne der Vereine ein.

## Forderungen und Gesetzesänderungen
Die Bürgerinitiative erstellte einen 10-Punkte-Forderungskatalog, welcher in einer Resolution verpackt und mit den Unterschriften dem hauptzuständigen Bundesministerium für Finanzen übergeben wurde. Dieser beinhaltete kurz zusammengefasst folgende Punkte: Neudefinition der Gemeinnützigkeit, Service-Anlaufstelle mit Rechtsberatung, Interessensvertretung für Ehrenamtliche, Unterstützungs- und Schutzmaßnahmen zur Freiwilligenförderung, Kooperationsmöglichkeiten zwischen Vereine und Wirten, Legalisierung vereinsinterner Aktivitäten (z. B. Weihnachtsfeiern), keine Registrierkassenpflicht bei Vereinsfesten, Anhebung der Steuerfreibeträge, eine allgemeine Vereinfachung der Gesetzeslage und mehr Rechtssicherheit für Vereinsfunktionäre.

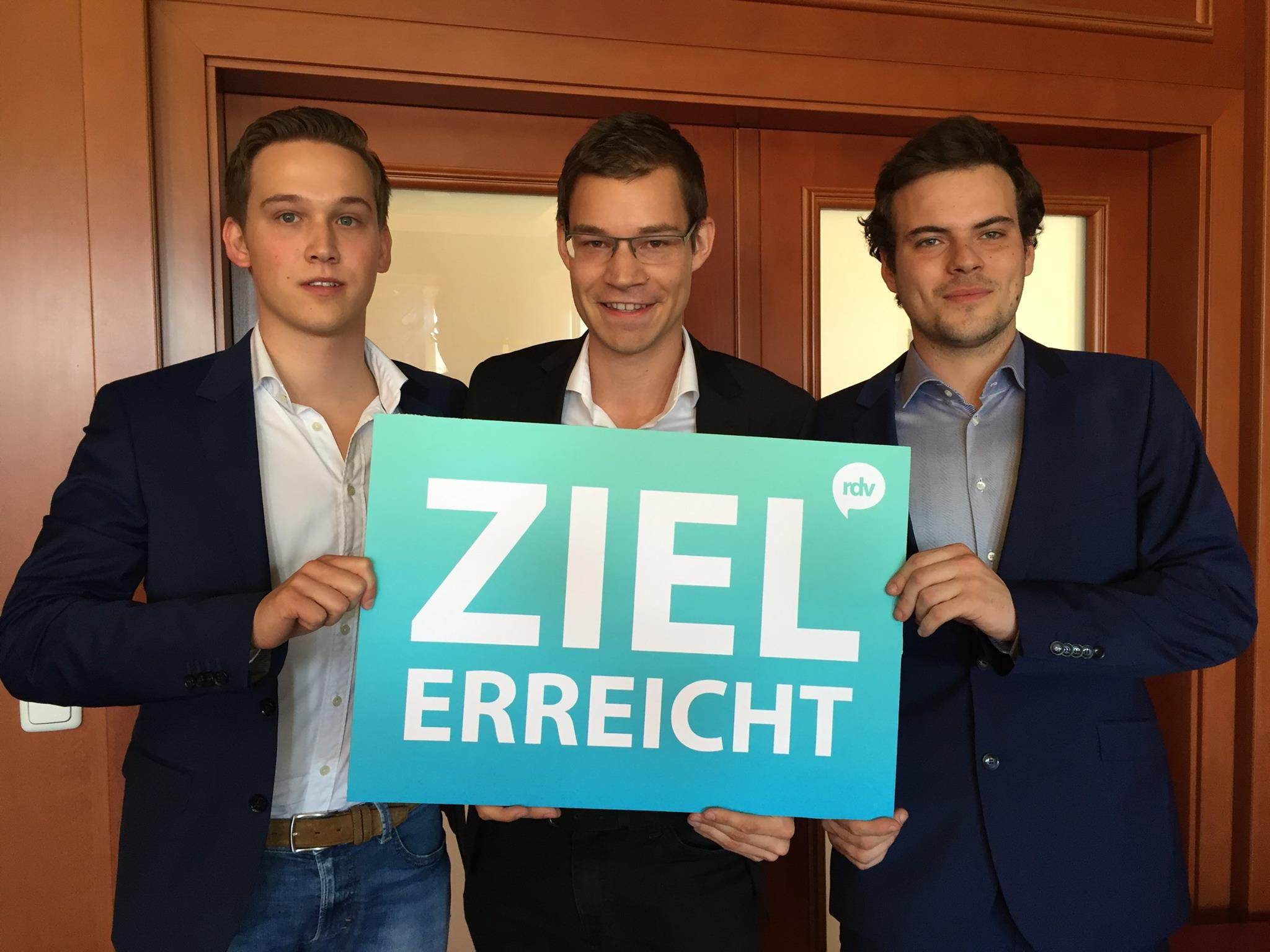
FJ-Landesobmann Konstantin Langhans, RDV-Initiator Sascha Krikler, LBL-Jugendvertreter Simon Gartner im Sommer 2016

Erreichung wichtiger Ziele 2016/2017
Im Frühjahr 2016 verabschiedete der Burgenländische Landtag zunächst auf Landesebene erste Maßnahmen. Im Juni 2016 folgte dann vonseiten der österreichischen Bundesregierung ein umfangreiches Entlastungspaket für Ehrenamtliche und Wirte, welches die zentralen Forderungen der Initiative erfüllte. Diese kommentierte die Gesetzesänderung als „Sieg der Vernunft“ und einen „Triumph der aktiven Bürgergesellschaft über die Lobby der kommerziellen Neidgesellschaft“, womit indirekt einige Reformgegner aus der Wirtschaftskammer Österreich kritisiert wurden. Nach weiteren Beschlüssen auf Landesebene sah Initiator Sascha Krikler im Burgenland im Wesentlichen das „Ziel erreicht“. Dabei beklagte er jedoch abermals die „Sündenbockpolitik auf Kosten des Ehrenamtes“ von Teilen der Wirtschaftskammer und forderte die Installierung einer Interessensvertretung für Vereine und Verbände.
Im Sommer 2017 wurde die Forderung nach einer „Konferenz der Ehrenamtlichen“ auf Bundes- und Landesebene erneuert, was aus Sicht der Bürgerinitiative wichtig sei um das Ehrenamt nachhaltig zukunftsfit zu machen. Diese soll zumindest einmal im Jahr von der Bundes- beziehungsweise Landesregierung einberufen werden und den Vereinen eine Plattform für gemeinsame Interesse und Anliegen bieten. Die Idee wurde auch von der Volkspartei Burgenland unterstützt, welche im Zuge einer gemeinsamen Pressekonferenz mit der Vereinsinitiative eine weitere Stärkung des Vereinswesens forderte. Der burgenländische Landeshauptmann Hans Niessl präsentierte im Dezember 2017 eine Anlaufstelle für die Vereine im östlichsten Bundesland unter einem Ombudsmann, welcher für alle organisatorischen und juristischen Fragen zur Verfügung steht. Dieser Schritt wurde von der Bürgerinitiative begrüßt, eine weitere Kernforderung wurde damit erfüllt.
Weitere Ziele
2018 wurde von der Landesregierung des Burgenlandes das "Jahr des Ehrenamtes" ausgerufen, in diesem Zusammenhang legte Initiator Krikler einige weitere Vorschläge vor, um den Ehrenamtlichen ihre Arbeit zu erleichtern. Zu diesen Verbesserungsvorschlägen gehören etwa Vereinstage an Schulen, die Einführung eines Ehrenamts-TÜVs mit einem Landesbeirat oder eine Umsatzsteuerbefreiung für Feuerwehren, insbesondere bei teuren Anschaffungen. Im Sommer 2019 mahnte die Initiative klarere Regelungen in Bezug auf die interne Vereinsfreiheit beim Nichtraucherschutz ein und verteidigte die Ausnahmebestimmungen für Vereine, etwa bei der Registrierkassa. Ende 2019, am „Internationalen Tag des Ehrenamtes“, forderte man gemeinsam mit der FCG-Jugend mit einem „7-Punkte-Forderungskatalog“ die kommende Bundesregierung dazu auf ehrenamtliche Arbeit mehr zu unterstützen. Die Vereinsinitiative begrüßte die Pläne für das Freiwilligen- und Vereinswesen im türkis-grünen Regierungsprogramm, das im Jänner 2020 präsentiert wurde. Es beinhaltet unter anderem auch einige Forderungen von „Rettet die Vereinsfeste“, darunter auch die Einrichtung einer Koordinations-, Beratungs- und Servicestelle für Ehrenamtliche – eine bislang zentrale Kernforderung. In einem Interview mit dem Online-Medium Ligaportal nahm RDV-Initiator Krikler Stellung zu den Regierungsplänen. Er forderte dabei auch eine Stärkung des Sport- und Vereinswesens durch gesetzlich verankerte und zertifizierte Sportgemeinderäte ein, nach dem Vorbild der Jugend- oder Umweltgemeinderäte auf kommunaler Ebene in Österreich.
Corona-Krise
Die Einschränkungen im Zuge der COVID-19-Pandemie in Österreich, führten auch zu einem Veranstaltungsverbot, was das gesamte Vereinswesen vor enormen Herausforderungen stellt. Es drohen finanzielle Schwierigkeiten, etwa aufgrund von Einnahmeausfällen oder Stornokosten. In diesem Zusammenhang fordert die Initiative Rettet die Vereinsfeste, dass kein gemeinnütziger Verein zurückgelassen werden darf. Die Palette der Betroffenen ist breit, sie betrifft Feuerwehren genauso wie beispielsweise Jugend- oder Musikvereine. Laut der Bürgerinitiative droht ein nachhaltiger Schaden für die Vereinskultur. Ein entsprechendes Hilfspaket soll verhindern, dass Ehrenamtliche nicht mit persönlichen Haftungen konfrontiert werden müssen. Initiator Krikler fordert in diesem Zusammenhang erneut eine Bundesservicestelle zur Unterstützung gemeinnütziger Vereine. Mitte Mai präsentierte die Bundesregierung schließlich ein 700-Millionen-Euro-Hilfspaket für Vereine, womit deren Kostenabdeckung gesichert werden soll. Die Vereinsinitiative sieht darin eine wichtige Grundlage für den Erhalt der Vereinskultur in Österreich und merkte an, dass es entscheidend sei, dass die coronavirenbedingte Unterstützung rechtzeitig bei den Betroffenen ankommt. Aufgrund der Pandemie und der unsicheren Lage waren Veranstaltungen von Vereinen mit entsprechenden Einschränkungen verbunden. Dies führte zu zahlreichen Absagen von Vereinsfesten.
Ab Juli 2020 konnten Österreichs gemeinnützige Vereine – zum ersten Mal in der Geschichte – offiziell staatliche Hilfe beantragen. Im Herbst forderte die Initiative mehr Klarheit und Impulse über den NPO-Fonds hinaus ein. Bis in den Frühjahr hinein stand Österreichs Vereinsleben aufgrund des nächsten Corona-Lockdowns monatelang still, weshalb Rettet die Vereinsfeste im Mai 2021 vor einem bösen Erwachen und einem Vereinssterben warnte im Vorfeld der Öffnungen. Es würden keine offiziellen Zahlen zum Zustand des Freiwilligen- und Vereinswesens vorliegen, daher hat Initiator Krikler gegenüber der Kronen Zeitung die Forderung nach einer bundesweiten Koordinations- und Servicestelle für Ehrenamtliche erneuert – die auch im türkis-grünen Regierungsprogramm festgeschrieben wurde. Auch Steueranreize und Entbürokratisierung seien notwendig.
Energie- und Wirtschaftskrise
Die einschränkende Corona-Krise hat ehrenamtliche Arbeit enorm erschwert, nach den Lockerungen folgten weitere Krisen und eine rasant steigende Inflation – die das Vereinsleben vor neuen Herausforderungen stellte. Im Juli 2022 wurde aufgrund der zunehmenden Energiekrise ein Anti-Teuerungspaket für gemeinnützige Vereine gefordert. Die Initiative will in diesem Zusammenhang eine Adaptierung des bestehenden NPO-Fonds für das Vereinswesen. Ende September forderten auch Österreichs Sportverbände sowie Landespolitiker weiterführende Hilfen für Vereine ein. Zudem präsentierte Initiator Krikler 2022 gemeinsam mit der Sportunion und dem Nationalratsabgeordneten Christoph Zarits ein Konzept zur Sportgemeinderäte-Initiative zur Weiterentwicklung sowie Unterstützung des Sport- und Vereinswesens. Bereits seit 2021 wird das RDV-Vorhaben vom Sport-Dachverband unterstützt, ein entsprechender Entschließungsantrag wurde im selben Jahr zudem vom Landtag im Burgenland beschlossen.
Maßnahmenpaket 2023
Die Bundesregierung hat 2023 ein größeres Maßnahmenpaket zur Stärkung des Ehrenamts präsentiert, welches die Rahmenbedingungen erheblich verbessert. 2022 wurde ein breiter Beteiligungsprozess auf Bundesebene mit Organisationen und Stakeholdern ins Leben gerufen, woran sich auch die burgenländische Plattform "Rettet die Vereinsfeste" beteiligte. Ein Kernstück des Gesetzes eine eigene bundesweite Service- und Kompetenzstelle für Ehrenamt und Freiwilligenzentren, welches von der Initiative bereits seit 2015 gefordert wird. Diese sollen eine kostenfreie Beratung bei Rechtsfragen und eine bessere Vernetzung sicherstellen. Unter anderem wurde auch ein neuer Staatspreis für Freiwilligenarbeit eingeführt und die Absetzbarkeit von Spenden für Gemeinnützige ausgeweitet. RDV-Initiator Sascha Krikler begrüßte das Paket als einen „wichtigen Meilenstein für ganz Österreich und seine Zivilgesellschaft“. Er erklärte zudem, dass es insbesondere nach den schwierigen Krisenjahren wichtig war, das Freiwilligengesetz positiv weiterzuentwickeln sowie zu attraktiveren.

## Unterstützung

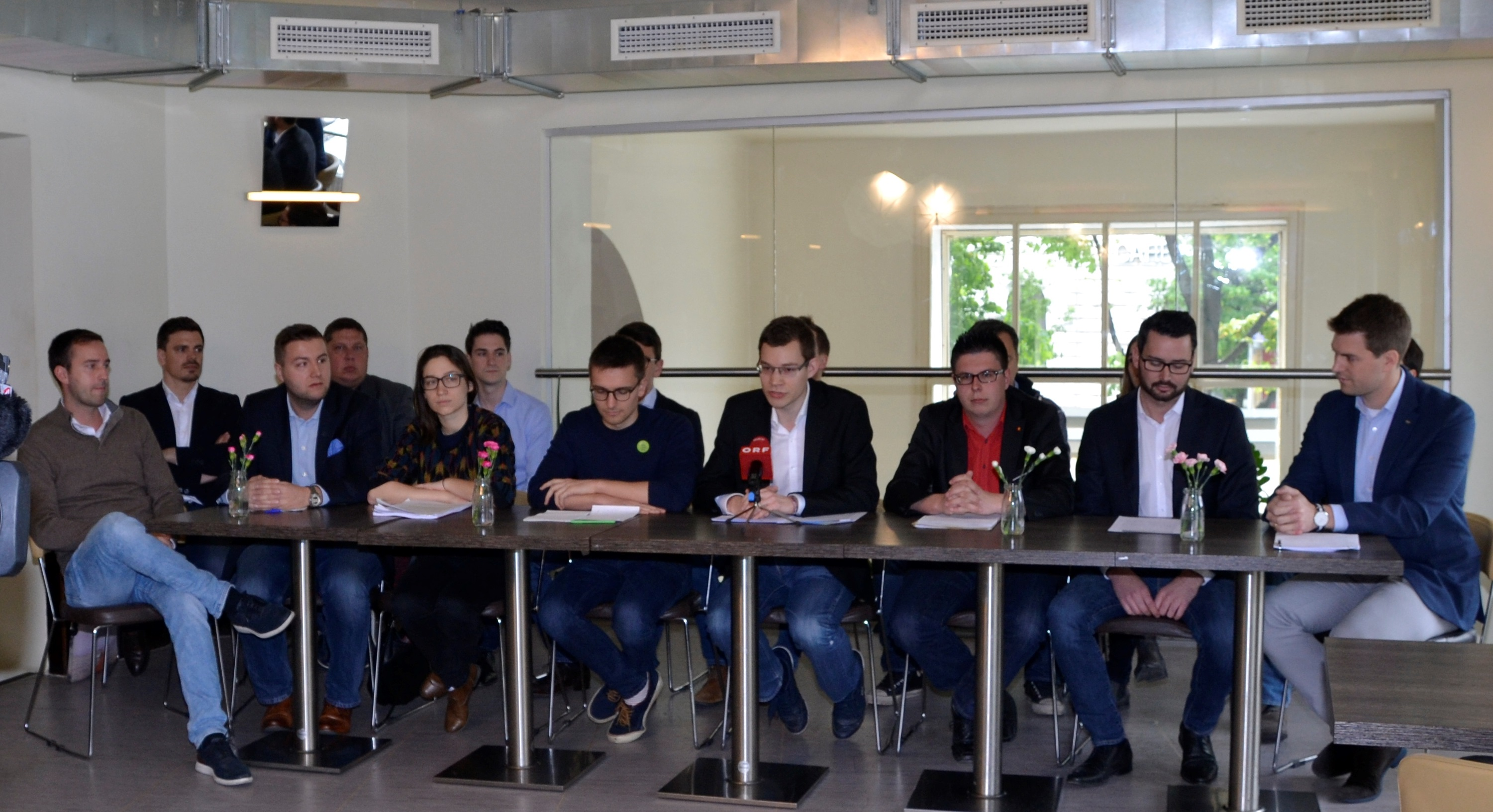
Pressekonferenz mit Vertretern von 15 verschiedenen Freiwilligenverbänden in Wien

Die Initiative wurde von einem breiten Spektrum aus den verschiedensten Verbänden, Vereinen und Parteien unterstützt. Vor allem engagierte Jugendliche bildeten die Kernbewegung der Plattform nach der Gründung. Eine große Solidarisierung gab es insbesondere innerhalb der burgenländischen Sport- sowie Jugendverbände und den Landtagsparteien, führend dabei waren dazumal insbesondere ÖVP-Landesgeschäftsführer Christoph Wolf, FPÖ-Landeshauptmann-Stellvertreter Johann Tschürtz sowie der SPÖ-Bezirksjugendreferent Bernd Strodl. Die Überzeugungsarbeit der Volkspartei Burgenland innerhalb der Regierungspartei ÖVP gilt als wichtiger Grundstein für das österreichweite Entlastungspaket. Im Burgenland unterstützten, neben dem Landesjugendforum, insbesondere die größeren Sportverbände die Vereinsinitiative, wie der Burgenländische Fußballverband, die Sportunion oder der ASVÖ. Wichtige Unterstützer waren damals auch Bundesminister Sebastian Kurz, JVP-Generalsekretär Stefan Schnöll, SJÖ-Bundesvorsitzende Julia Herr sowie der Wiener NEOS-Vertreter Christoph Wiederkehr. Viele der Fürsprecher waren auch bei der Rettet die Vereinsfeste-Pressekonferenz mit 15 Verbänden und Organisationen im April 2016 dabei, darunter auch der damalige Jungbauern-Generalsekretär David Süß sowie ÖVP-Jugendvertreter Bernhard Heinreichsberger. Im Rahmen des Schulterschlusses protegierten auch zahlreiche weitere Persönlichkeiten die Aktionen der Bürgerinitiative zu jener Zeit, wie der Wiener ÖVP-Landesobmann Gernot Blümel, der Wiener JVP-Landesobmann Nico Marchetti oder der oberösterreichische FPÖ-Bundesrat Michael Raml. Abgesehen vom östlichsten Bundesland gab es vor allem in Oberösterreich einige wichtige Landesorganisationen, welche die Initiative aktiv unterstützten, darunter war etwa der Oberösterreichische Fußballverband oder der ASKÖ. Mit der Unterstützung des Tiroler Fußballverbandes wurde von Tiroler Vereinsobleuten die Aktion der Ball ruht ins Leben gerufen, welche sich auf den Sportplätzen für eine Gesetzesänderung starkmachte, dessen Initiatoren waren ebenso beim wichtigen Medientermin von Rettet die Vereinsfeste in Wien dabei. Auf Bundesebene waren zudem vor allem Jugendorganisationen die tragenden Kräfte der Bewegung, weshalb unter anderem auch die Bundesjugendvertretung, die Sozialistische Jugend, die Junge Volkspartei, der Ring Freiheitlicher Jugend, die Schülerunion, der Mittelschüler-Kartell-Verband, die AktionsGemeinschaft oder die Katholische Jugend die Plattform unterstützten. Nach der gemeinsamen Pressekonferenz mit insgesamt 15 Vertretern verschiedener Freiwilligenverbände, wurde ab Mai 2016 von Landeshauptleuten, wie Erwin Pröll oder Wilfried Haslauer, der Druck für vereinsfreundlichere Regelungen enorm erhöht. Auch der Präsident des Gemeindebundes sprach sich für eine Gesetzesänderung sowie gegen den "bürokratischen Hürdenlauf" aus und forderte ein Einlenken der Bundesregierung.